# Aboriginal Peoples Television Network

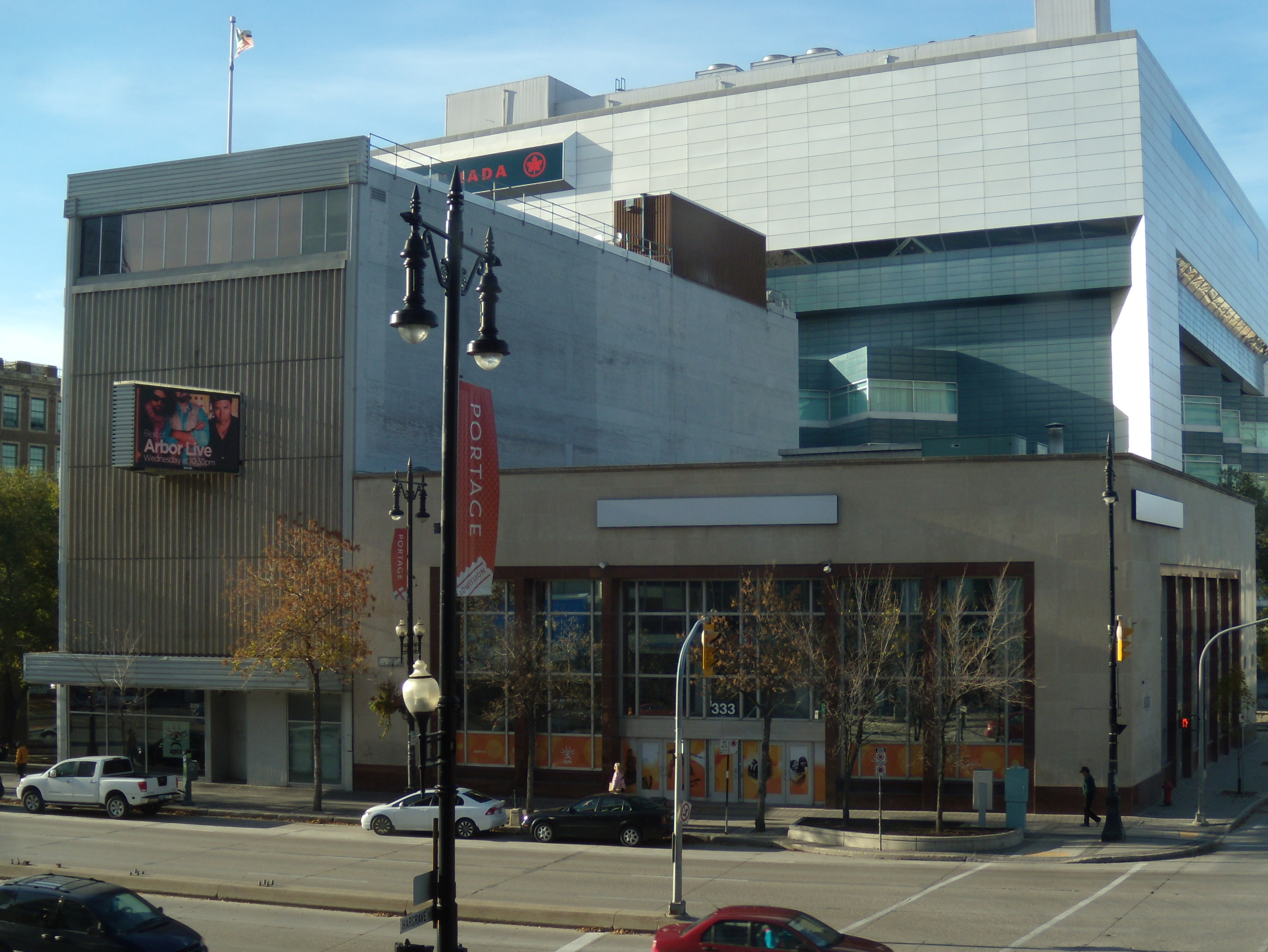
Edificio de APTN en Portage Avenue en Winnipeg, Manitoba.

La Aboriginal Peoples Television Network (APTN, estilizado como aptn) es un canal de especialidad canadiense. Establecida en 1992 con el apoyo del gobierno para transmitir en los territorios del norte de Canadá, desde 1999 APTN tiene una licencia de transmisión nacional. Transmite y produce programas hechos por, para y sobre los pueblos indígenas de Canadá y Estados Unidos. Con sede en Winnipeg, Manitoba, es la primera red de y para los pueblos indígenas de América del Norte.

## Historia

### Creación
En 1980, la  canadiense de radiodifusión y telecomunicaciones (CRTC) publicó el Informe del Comité Therrien . En ese informe, el comité concluyó que los pueblos indígenas del norte tenían un interés creciente en desarrollar sus propios servicios de medios y que el gobierno tiene la responsabilidad de garantizar el apoyo en la transmisión de culturas e idiomas indígenas. El comité recomendó medidas para permitir que los nativos del norte utilicen la radiodifusión para apoyar sus idiomas y culturas.
El gobierno canadiense creó la Política de Radiodifusión del Norte, emitida el 10 de marzo de 1983. Estableció los principios para desarrollar la programación producida por los nativos del Norte. La política incluía el apoyo a lo que se denominó Programa de Acceso a la Transmisión de los Nativos del Norte, un programa financiado para producir programas de radio y / o televisión en los idiomas de los Primeros Pueblos para reflejar sus perspectivas culturales.
Poco después de la creación del programa, se reconocieron problemas en la distribución del programa planificada vía satélite. En enero de 1987, los locutores aborígenes y del norte de Canadá se reunieron en Yellowknife, Territorios del Noroeste, para formar un consorcio sin fines de lucro para establecer un servicio de distribución de televisión Pan-Norte. En 1988, el gobierno canadiense dio a los organizadores $ 10 millones para establecer la red. La solicitud para el nuevo servicio, inicialmente conocido como Television Northern Canada (TVNC), fue aprobada por la CRTC en 1991. La red se lanzó oficialmente en señales por aire a los territorios canadienses y las áreas más al norte de las provincias el 21 de enero de 1992.

### Expansión y relanzamiento nacional
Después de varios años transmitiendo en los territorios, TVNC comenzó a presionar a la CRTC para que modificara su licencia para permitir que TVNC se transmitiera a nivel nacional; promovieron la "singularidad" y la "importancia" de un servicio aborigen nacional. El 22 de febrero de 1999, la CRTC otorgó a TVNC una licencia para una red de transmisión nacional.
El 1 de septiembre de 1999, la cadena también cambió su nombre a Aboriginal Peoples Television Network (APTN). Se agregó a todos los servicios de televisión especializados en Canadá. APTN fue la primera red nacional de televisión pública para pueblos indígenas.

## Presupuesto
En 2009, APTN tenía un presupuesto anual de C$ 42 millones.

## Distribución
El servicio de APTN consta de seis canales diferentes: dos canales terrestres, canales de cable nacionales separados para el este (Ontario y el este), oeste de Canadá (Manitoba y oeste), norte de Canadá, así como un canal HD nacional.
La alimentación terrestre, sucesora del TVNC original, está disponible por aire en las zonas más al norte de Canadá. Consiste en la estación insignia CHTY-TV en Yellowknife, Territorios del Noroeste, CHWT-TV semisatélite en Whitehorse, Yukón, y numerosas retransmisiones de baja potencia en los Territorios del Noroeste, Yukón, Nunavut, Alberta, Quebec y Terranova y Labrador.
El 31 de agosto de 2011, APTN cerró 39 repetidores de televisión de baja potencia en los Territorios del Noroeste y Yukón, que representan casi la mitad de sus transmisores por aire. Aunque esta suspensión se llevó a cabo el mismo día que la fecha límite de conversión digital por aire de Canadá en ciertos mercados obligatorios, estos transmisores por aire no estaban sujetos a esta fecha límite. Ninguno de los mercados obligatorios de conversión a digital se ubicaron en los Territorios del Noroeste o Yukón.
En noviembre de 2016, el director ejecutivo Jean La Rose le dijo a Winnipeg Free Press que APTN estaba negociando el transporte de un servicio estadounidense. Señaló que había un alto nivel de interés entre los nativos americanos por la programación relevante para sus comunidades.
| Ciudad | Canal | Señal   | Ref.  |
| ------ | ----- | ------- | ----- |
| Chateh | 13    | CKCA-TV | [ 8 ] |

| Ciudad    | Canal | Señal   | Ref.                                                            |
| --------- | ----- | ------- | --------------------------------------------------------------- |
| Goose Bay | 12    | CHTG-TV | Tiene aplicación para convertir a digital como CHTG-DT en VHF 7 |
| Hopedale  | 12    | CH4153  |                                                                 |
| Makkovik  | 12    | CH4151  |                                                                 |
| Nain      | 12    | CH4154  |                                                                 |
| Postville | 12    | CH4152  |                                                                 |
| Rigolet   | 12    | CH4155  |                                                                 |

| Ciudad         | Canal | Señal  | Ref. |
| -------------- | ----- | ------ | ---- |
| Fort Good Hope | 12    | CH4200 |      |
| Fort McPherson | 10    | CH4205 |      |
| Fort Simpson   | 14    | CH4202 |      |
| Fort Smith     | 10    | CH4206 |      |
| Hay River      | 12    | CH4160 |      |
| Inuvik         | 13    | CH4221 |      |
| Norman Wells   | 12    | CH4220 |      |
| Ulukhaktok     | 13    | CH2553 |      |
| Yellowknife    | 11    | CHTY   |      |

| Ciudad             | Canal | Señal  | Ref. |
| ------------------ | ----- | ------ | ---- |
| Arctic Bay         | 11    | CH4196 |      |
| Arviat             | 7     | CH4158 |      |
| Baker Lake         | 12    | CH4156 |      |
| Cambridge Bay      | 13    | CH2550 |      |
| Chesterfield Inlet | 6     | CH4213 |      |
| Clyde River        | 6     | CH4172 |      |
| Coral Harbour      | 4     | CH4197 |      |
| Gjoa Haven         | 13    | CH2552 |      |
| Hall Beach         | 12    | CH4214 |      |
| Igloolik           | 12    | CH4201 |      |
| Iqaluit            | 10    | CH4161 |      |
| Kimmirut           | 6     | CH4198 |      |
| Kinngait           | 12    | CH4157 |      |
| Kugaaruk           | 13    | CH2554 |      |
| Nanisivik          | 11    | CH4178 |      |
| Pangnirtung        | 12    | CH4162 |      |
| Pond Inlet         | 12    | CH4163 |      |
| Rankin Inlet       | 12    | CH4265 |      |
| Resolute           | 12    | CH4208 |      |
| Sanikiluaq         | 12    | CH4217 |      |
| Taloyoak           | 13    | CH2555 |      |
| Whale Cove         | 10    | CH4219 |      |

| Ciudad           | Canal | Señal  | Ref. |
| ---------------- | ----- | ------ | ---- |
| Akulivik         | 12    | CH4189 |      |
| Aupaluk          | 11    | CH4182 |      |
| Inukjuak         | 11    | CH4191 |      |
| Ivujivik         | 11    | CH4190 |      |
| Kangiqsualujjuaq | 12    | CH4183 |      |
| Kangiqsujuaq     | 12    | CH4185 |      |
| Kangirsuk        | 12    | CH4184 |      |
| Kuujjuaq         | 12    | CH4195 |      |
| Kuujjuarapik     | 7     | CH4194 |      |
| Povungnituk      | 7     | CH4192 |      |
| Salluit          | 7     | CH4193 |      |
| Tasiujaq         | 12    | CH4187 |      |
| Umiujaq          | 6     | CH4188 |      |

| Ciudad      | Canal | Señal  | Ref. |
| ----------- | ----- | ------ | ---- |
| Dawson City | 9     | CH4261 |      |
| Upper Liard | 11    | CH4167 |      |
| Watson Lake | 5     | CH4169 |      |
| Whitehorse  | 11    | CHWT   |      |

La alimentación de cable del este de Canadá operó como alimentación nacional hasta que la alimentación del oeste de Canadá comenzó a funcionar el 2 de octubre de 2006.
APTN está autorizada como red nacional por la CRTC, lo que la coloca a la par con CBC Television, Radio-Canada y TVA. Desde el relanzamiento de APTN como red nacional en 1999, todos los proveedores canadienses de televisión por cable y satélite deben incluirlo en su servicio básico. Sin embargo, muchas compañías de cable fuera del Ártico lo colocan por encima del canal 60 en sus sistemas, lo que lo hace inaccesible para los televisores antiguos listos para cable que no superan el canal 60. La CRTC consideró exigir a las compañías de cable que muevan APTN a una posición de marcado más baja, pero decidió en 2005 que no lo haría.
En 2019, el canal lanzó APTN Lumi , un servicio de transmisión que distribuye programación APTN en Internet y dispositivos de transmisión de televisión.

## Programación
APTN ofrece una variedad de programación relacionada con los pueblos aborígenes, incluidos documentales, revistas de noticias, dramas, especiales de entretenimiento, series para niños, películas, eventos deportivos, programas educativos y más. La programación de la red de APTN es c. 56% inglés, 16% francés y 28% lenguas aborígenes.
Los programas que se han emitido en APTN incluyen:
- APTN National News
- APTN Contact
- Arbor Live!
- Bingo and a Movie
- Blackstone
- Bro'Town
- Bordertown
- By The Rapids
- The Candy Show
- Cashing In
- Caution: May Contain Nuts
- Chuck and the First Peoples Kitchen
- Cooking With the Wolfman
- The Deerskins
- Delmer & Marta
- First Contact
- Finding Our Talk: A Journey Through Aboriginal Languages,[12] la primera serie del mundo en idioma Mohawk, tres temporadas (2001, 2002, 2009)
- Friday Night Flick
- Fugget About It
- Future History
- Gespe'gewa'gi: The Last Land
- Guides and Gurus
- Guilt Free Zone
- Hard Rock Medical
- La piqure
- Medicine Woman
- Mixed Blessings
- Moccasin Flats
- Mohawk Girls
- My TV
- Native New Yorker
- North of 60
- Northern Exposure
- One With Nature
- Queen of the Oil Patch
- Querencia[13]
- Quest Out West: Wild Food
- Rabbit Fall
- Rez Bluez
- The Sharing Circle
- Storytellers in Motion
- Tribal
- Warriors: TKO
- Wentworth
- Wild Archaeology
- Icons

### Programación infantil
APTN transmite programación infantil, principalmente como parte del bloque y la marca APTN Kids.
- Adventures of Little Jake & Many Skies
- Amy's Mythic Mornings[14]
- Anaana's Tent[14]
- Anash and the Legacy of the Sun-Rock
- Animism: The Gods' Lake
- Artie the Ant[15] aka The Adventures of Artie the Ant[16]
- Bizou[14][15]
- CG Kids[17]
- Chic Choc[18]
- Doggy Day School[14]
- The Adventures of Dudley the Dragon (both English and French dubs)
- The Eggs
- Fire Quest[19]
- Fruity Tales
- Garderie Waf Waf
- Guardians Evolution[14]
- Inuk[14]
- Kagagi: The Raven[14]
- La Crosse Goals[17]
- The Link[17]
- Little Bear
- Louis Says[14]
- Missy Milly
- Monster Math Squad
- Mouki[14]
- Nehiyawetan[18]
- The New Adventures of Lucky Luke[17]
- Planet Echo[20]
- Qanurli[21]
- The Raccoons
- Raven Tales[22]
- renegadepress.com[19]
- Road Scholars[19]
- Stories of Our Elders[23]
- Takuginai[14][18]
- Tamanevugut[14]
- Tiga Talk[14][15]
- Tipi Tales[24]
- Total Drama: Pahkitew Island[14]
- Wapos Bay[14]
- Wawatay Kids TV
- Wumpa's World
- Wakanheja
- Yvon of the Yukon[24]

### Programación deportiva
El 24 de marzo de 2019, junto con la cobertura en inglés que se originó en el lugar de la reserva Enoch Cree Nation en las afueras de Edmonton, APTN transmitió simultáneamente un juego de la NHL producido por Sportsnet entre los Montreal Canadiens y los Carolina Hurricanes con comentarios en Plains Cree, como parte del paquete Rogers Hometown Hockey. El 13 de diciembre de 2019, APTN y Rogers anunciaron que transmitirían seis juegos de Hometown Hockey por temporada en el idioma durante los próximos tres años.

## Alta definición
En marzo de 2008, APTN lanzó un canal de alta definición conocido como APTN HD; Inicialmente, la transmisión HD era una transmisión simultánea directa de la transmisión por cable Eastern de APTN, cumpliendo con el requisito de que la transmisión simultánea HD de un canal especializado debe ser 95% idéntica en programación y programación a sus transmisiones de definición estándar. En mayo de 2017, la CRTC modificó la licencia de APTN para que la programación de APTN HD ya no tuviera que reflejar necesariamente la programación de las transmisiones SD, siempre que el 95% de su programación se hubiera emitido en algún momento en una de las transmisiones SD de APTN. La cadena argumentó que este cambio le permitiría una mayor flexibilidad en la programación de la programación en APTN HD para llegar a una audiencia más amplia.

## First Peoples Radio
El 14 de junio de 2017, la CRTC otorgó licencias a una subsidiaria de APTN, First Peoples Radio Inc. (FPR) para operar estaciones de radio en Toronto y Ottawa dirigidas a las poblaciones indígenas urbanas en esas ciudades. La estación de Ottawa transmitirá en 95.7 FM y la estación de Toronto usará 106.5 FM. Ambas frecuencias se habían asignado previamente a Aboriginal Voices Radio, cuyas licencias se revocaron en 2015. FPR también había solicitado licencias en Edmonton, Calgary y Vancouver, pero la CRTC las otorgó a otros solicitantes.
First Peoples Radio Inc había anunciado originalmente que sus dos estaciones de radio, CFPT-FM en Toronto y CFPO-FM en Ottawa, saldrían al aire en junio de 2018, pero luego retrasó su lanzamiento suave hasta el 24 de octubre. 2018. FPR producirá y compartirá programación con Missinipi Broadcasting Corporation en Saskatchewan y Native Communications Incorporated en Manitoba y también está en conversaciones con Aboriginal Multimedia Society, que ha obtenido licencias de radio en Edmonton y Calgary, y Northern Native Broadcasting (Terrace), que opera una estación de radio indígena en Terrace, Columbia Británica y se le ha otorgado una licencia para operar una estación de radio en Vancouver, sobre posibles asociaciones de programación.
Las estaciones salieron al aire por primera vez el 24 de octubre de 2018 al mediodía, con la marca Elmnt FM.

## Expansión a Estados Unidos
APTN está trabajando para lanzar un medio similar, tentativamente titulado All Nations Network, en los Estados Unidos. La cadena ya ha emitido obras producidas en Estados Unidos, como el largometraje documental Skydancer, dirigido por Katja Esson, sobre la comunidad de Akwesasne y sus herreros. Se emitió en APTN y PBS en los Estados Unidos en octubre de 2012, después de ganar premios en festivales de cine.

## Propiedad
La APTN tiene la política de que el 51% de la propiedad debe estar en manos de aborígenes. Además, APTN evitará los estereotipos y clichés cuando elija anunciantes.